# Ernst Dostal (Bildhauer)
Ernst Dostal (* 31. Dezember 1921 in Brünn/Tschechoslowakei; † 30. März 2017) war ein deutscher Bildhauer, dessen Werke das Wiesbadener Stadtbild prägen.

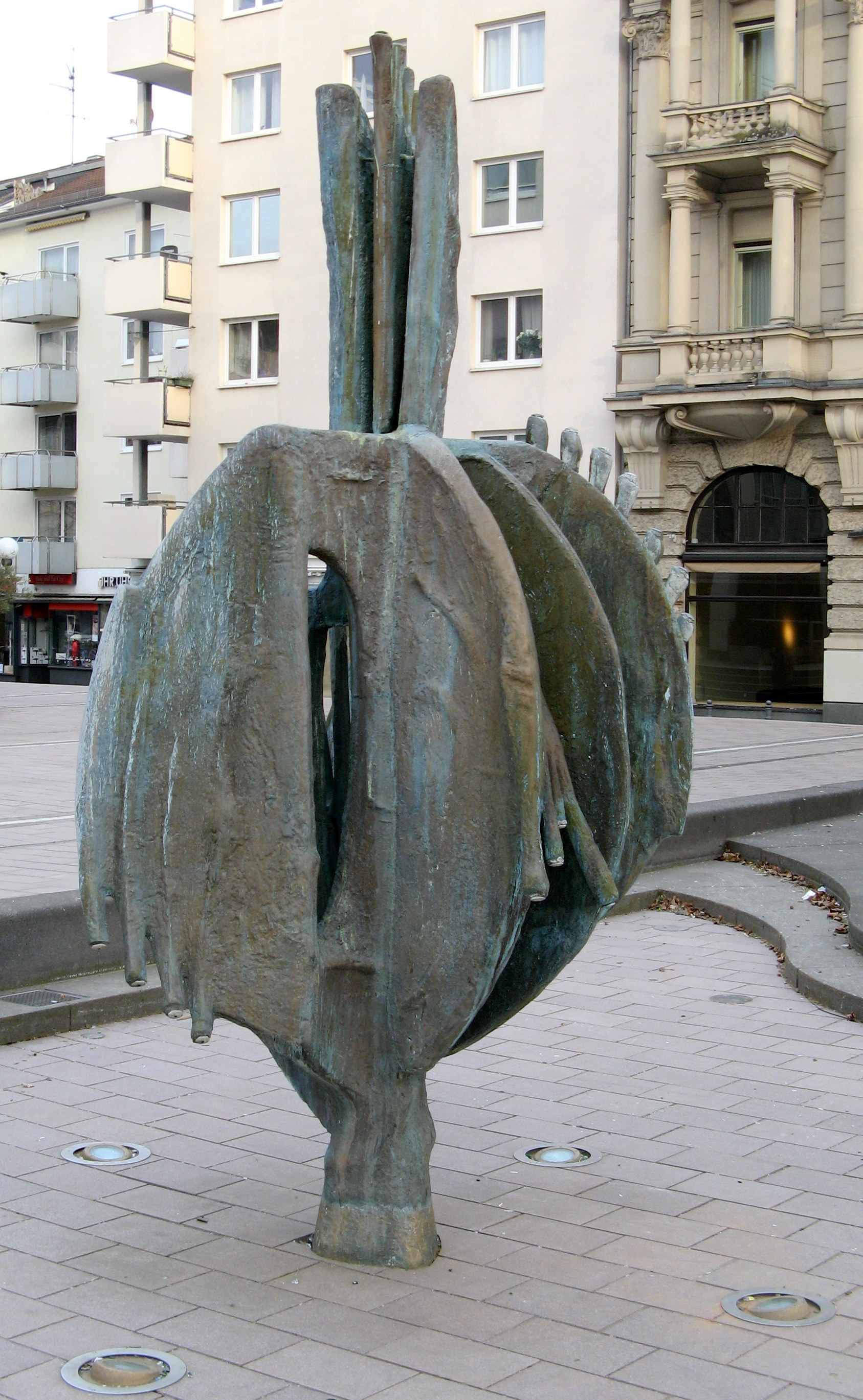
O.T. genannt Urpflanze, 1970, Kaiser-Friedrich-Platz, Wiesbaden

## Leben und Werk
Dostal besuchte die Lehrerbildungsanstalt in Brünn und arbeitete nach dem Zweiten Weltkrieg bei einem Holzbildhauer in Tauberbischofsheim. Im Jahr 1948 immatrikulierte er sich an der Kunstgewerbeschule Wiesbaden und studierte anschließend bis 1955 an der Frankfurter Städelschule. Nach Abschluss seiner Studien trat er in den Schuldienst des Landes Hessen ein und arbeitete als Kunsterzieher an der Gutenbergschule in Wiesbaden.

## Arbeiten im öffentlichen Raum
Für Wiesbaden schuf Dostal unter anderem folgende öffentliche Auftragsarbeiten:
- 1952: das Bodenstedt-Denkmal in den Nerotalanlagen
- 1954: das Portalrelief für die Schule in Wiesbaden-Igstadt
- 1961: die große Merkur-Brunnenfigur für die Kaufmännische Berufsschule
- 1964: die Gestaltung des Südgiebels der Ludwig-Beck-Schule, Wiesbaden-Biebrich
- 1967: eine Porträtbüste des Generalmusikdirektors Karl Elmendorff für das Hessische Staatstheater
- 1968: das Relief für die Diltheyschule
- 1970: die große Brunnenanlage mit seiner Skulptur O.T., genannt Urpflanze (Bronze), auf dem Kaiser-Friedrich-Platz, der im Jahr 2004 umgestaltet wurde

## Auszeichnungen
Dostal erhielt für seine eigenständigen künstlerischen Ausdrucksformen zahlreiche Stipendien:
- den Preis des Kulturkreises im Bundesverband der Deutschen Industrie
- ein Rom-Stipendium des Deutschen Akademischen Austauschdienstes

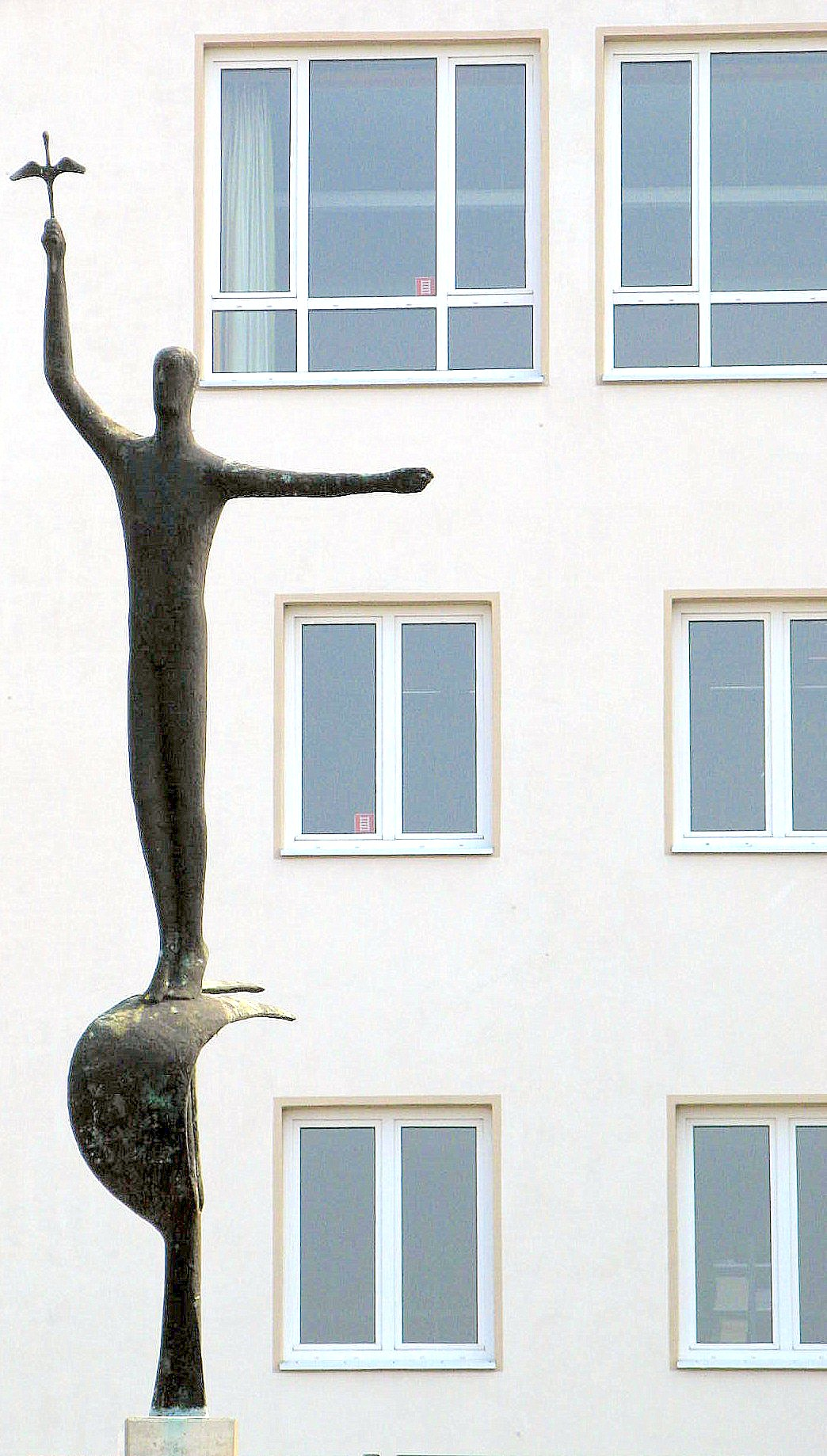
Merkur, 1961, Bronze

- ein Stipendium der Stadt Rom und
- ein Stipendium der Villa Massimo

## Ausstellungen
(Auswahl)
- 1953: Fritz Berneis, Gerhard Hintschich, Ernst Dostal – Gemälde und Plastiken, Nassauischer Kunstverein Wiesbaden
- 1954: ars viva – Kulturkreis der deutschen Wirtschaft, Berlin
- 1957: Accademia Tedesca Roma Villa Massimo, Rom
- 1961: Wiesbadener Künstler, Nassauischer Kunstverein Wiesbaden
- 1962: Wiesbadener Künstler, Nassauischer Kunstverein Wiesbaden
- 1967: Villa Massimo Stipendiaten des Landes Hessen in Rom 1957–1967, Nassauischer Kunstverein
- 1978: Einzelausstellung, Nassauischer Kunstverein Wiesbaden